# Platythomisus nigriceps
Platythomisus nigriceps är en spindelart som beskrevs av Pocock 1899. Platythomisus nigriceps ingår i släktet Platythomisus och familjen krabbspindlar. Inga underarter finns listade i Catalogue of Life.